# Majadahonda HC
Der Majadahonda Hockey Club ist ein spanischer Eishockeyclub aus Majadahonda, der 1992 gegründet wurde und seit 1996 in der Superliga spielt.

## Geschichte
Der Majadahonda HC wurde 1992 gegründet und füllte die Lücke, die der CH Boadilla im Raum Madrid zwei Jahre zuvor hinterlassen hatte. In der Saison 1996/97 spielte der Verein erstmals in der Superliga, der höchsten Eishockeyliga Spaniens. Nur ein Jahr später wurde Majadahonda bereits Spanischer Meister. Da der CH Madrid 2002 wieder mit einer eigenen Mannschaft in der Superliga antrat, stellte Majadahonda den Spielbetrieb im Seniorenbereich für zwei Jahre ein. Seit 2004 spielt der Club ununterbrochen in der ersten Liga und erreichte in der Saison 2008/09 nach einem Sieg im Playoff-Viertelfinale über den CH Txuri Urdin erstmals nach neun Jahren wieder das Playoffs-Halbfinale, in dem der Madrider Vorortclub dem späteren Meister FC Barcelona mit 1:6 und 2:8 unterlag. 

## Erfolge
- Spanischer Meister: 1997/98
- Halbfinale Spanischer Pokal: 1997/98, 2001/02

## Stadion
Seine Heimspiele trägt der Majadahonda HC im Palacio del Hielo de Majadahonda in Majadahonda aus, der 865 Zuschauer fasst.  